# Zweitälersteig
Der Zweitälersteig ist ein 108 Kilometer langer Rundwanderweg und Prädikatswanderweg mit 4.120 Höhenmetern in fünf Etappen durch den Schwarzwald rund um das Elztal und das Simonswälder Tal mit Start und Ziel in Waldkirch.

## Geschichte
Der Zweitälersteig wurde am 13. Januar 2011 vom Verband Deutscher Gebirgs- und Wandervereine als „Qualitätsweg Wanderbares Deutschland“ zertifiziert und am 21. Mai 2011 offiziell eröffnet. Im Januar 2014 hat er die alle drei Jahre erforderliche Überprüfung mit Erfolg bestanden.

## Kurzbeschreibung
Der Zweitälersteig führt von Waldkirch entlang des Bergrückens zwischen dem Glottertal und dem Elztal steil hinauf zum Kandel vorbei an der Ruine Schwarzenburg und der Thomashütte oberhalb des kleinen Kandelfelsens.
Die Strecke verläuft danach auf einer Hochfläche des Kandels, der Platte, leicht bergab zum Plattensee. Die Zweribachfälle liegen an einem felsigen und steilen abwärtsführenden Wegstück bereits im oberen Simonswäldertal. Von dort geht es durch die Teichschlucht wieder steil hinauf zum Hintereck. Die Strecke vom Spitzen Stein in das Simonswäldertal gehört zu den schwierigsten Abschnitten des Zweitälersteigs.
Von der Gemeinde Simonswald an führt der Steig wieder aufwärts auf den Hörnleberg mit seiner Wallfahrtskapelle. Dann geht es weiter auf einem in über 1000 m verlaufenden, schmalen Höhenweg entlang den Gipfeln von Tafelbühl, Braunhörnle, Breitbühl und der Yacher Höhe zum Rohrhardsberg. Nachdem der Gschasifelsen und der Gschasikopf passiert sind, erreicht die Strecke ab dem Dorfer Kapf mit der Kapfhütte unten das langgezogene Oberprechtal.
Aus dem Oberprechtal steigt der Zweitälersteig wieder an und trifft nahe dem Huberfelsen auf den Westweg und den Querweg Rottweil–Lahr. Der weitere Verlauf der Strecke folgt nordwestlich dem Querweg, verläuft dem Finsterkapf, Flachenberg und der Heidburg entlang und trifft am nördlichsten Punkt bei Höhenhäuser auf den Kandelhöhenweg.
Der letzte und aussichtsreiche Streckenabschnitt zurück nach Waldkirch entspricht weitgehend dem Kandelhöhenweg. Dort liegen der Hünersedelturm, der Schillingerberg und der Eckleberg. Danach wird der Gscheid-Pass überquert, und am Ende trifft der Zweitälersteig auf die Kastelburg oberhalb von Waldkirch.

## Sehenswürdigkeiten
- Waldkirch

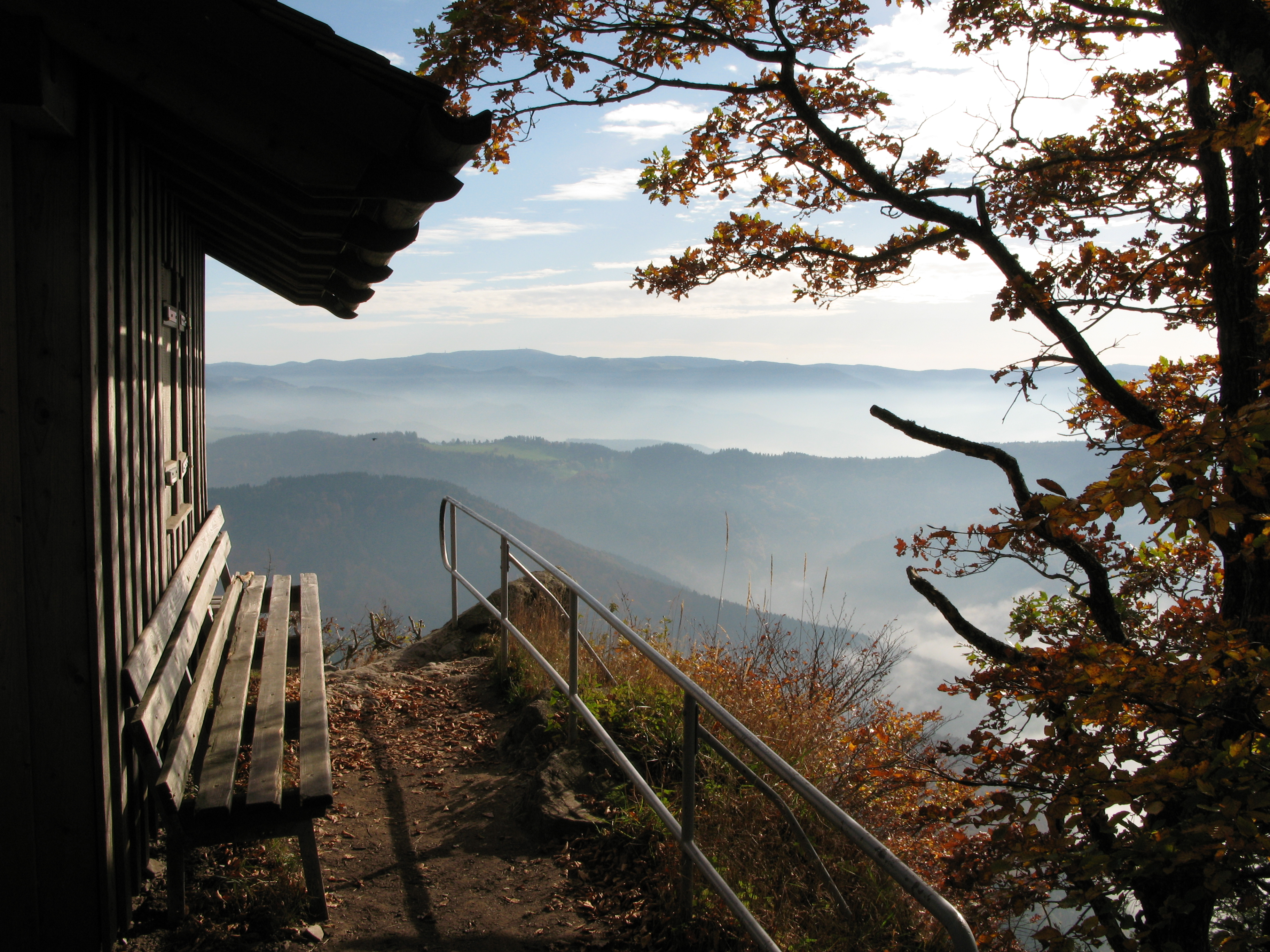
Thomashütte mit Panorama

- Sinnesweg und Baumkronenweg (Lage)
- Ruine und Sicht von der Schwarzenburg
- Aussicht von der Thomashütte (Lage)
- Panorama von der Kandelpyramide
- Hochebene Kandelplatte und der Plattensee (Lage)
- Zweribachwasserfälle
- Teichschlucht
- Blick in das Simonswäldertal vom Spitzen Stein (Lage)
- Hörnleberg und die Wallfahrtskapelle
- Siebenfelsen (Lage)
- Aussicht vom Gschasifelsen (Lage) und der Kapfhütte (Lage)
- Aussicht vom Huberfelsen (Lage) und dem Pfauenfelsen (Lage)
- Hünersedelturm
- Kastelburg

## Verlauf
| Etappe | Start                   | Ziel                    | Strecke (km) | Gehzeit (h) | Schwierigkeit |
| ------ | ----------------------- | ----------------------- | ------------ | ----------- | ------------- |
| 1      | Waldkirch               | Kandel                  | 10,0         | 0,3,5       | schwer        |
| 2      | Kandel                  | Simonswald              | 25,7         | 0,7,5       | schwer        |
| 3      | Simonswald              | Oberprechtal-Wittenbach | 25,7         | 7           | schwer        |
| 4      | Oberprechtal-Wittenbach | Höhenhäuser             | 23,8         | 6           | mittel        |
| 5      | Höhenhäuser             | Waldkirch               | 22,9         | 6           | mittel        |

Wanderportal in Waldkirch

Einzelne Sehenswürdigkeiten wie die Schwarzenburg, die Kapelle auf dem Hörnleberg, die Siebenfelsen und der Hünersedelturm liegen nicht direkt auf dem Zweitälersteig. Diese Ziele sind aber recht schnell erreicht.
Der Weg ist zu 51 % naturbelassen, zu 48 % mit sonstigem Untergrund versehen und nur zu 1 % asphaltiert. Der Zweitälersteig ist durch die Ortsgruppen des Schwarzwaldvereins durchgängig an Wegkreuzungen mit Wegschildern und zwischen den Abschnitten jeweils durch einheitliche Wegzeichen mit einem Symbol eines stilisierten Herzens auf grüner Raute gut markiert und damit auch ohne Karte in beiden Richtungen begehbar.
Alle Höhenangaben liegen in Normalhöhennull vor.
Die besten Jahreszeiten für die Wanderung sind Frühling bis Herbst. Auch wenn der Zweitälersteig prinzipiell ganzjährig begehbar ist, können je nach Lage und Höhe auf den ersten drei Etappen einige Abschnitte vereist und unpassierbar sein.

## Tagestouren/Etappen

### Erste Etappe: Waldkirch – Kandel

#### Übersicht

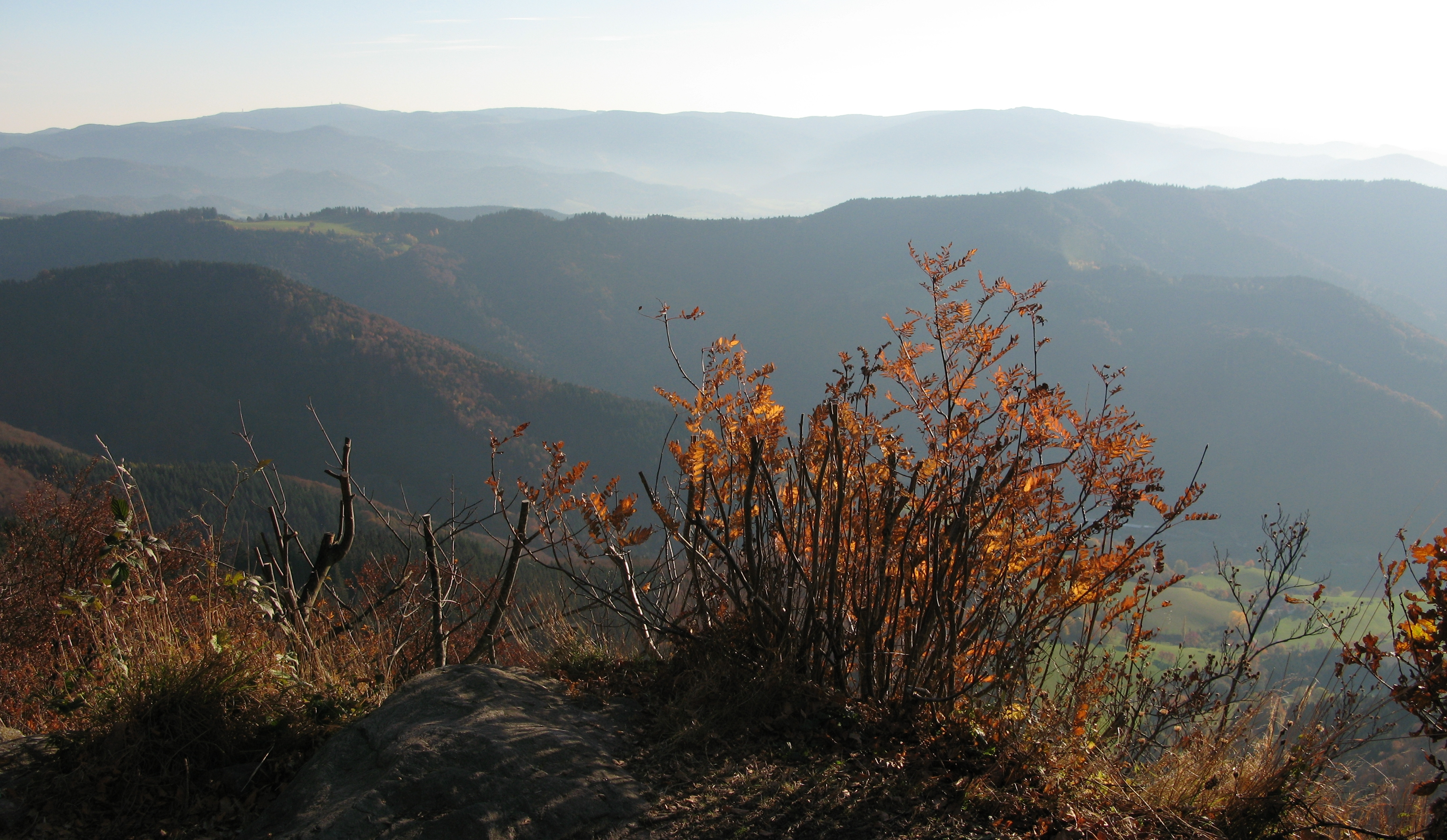
Panorama von der Thomashütte auf den Feldberg

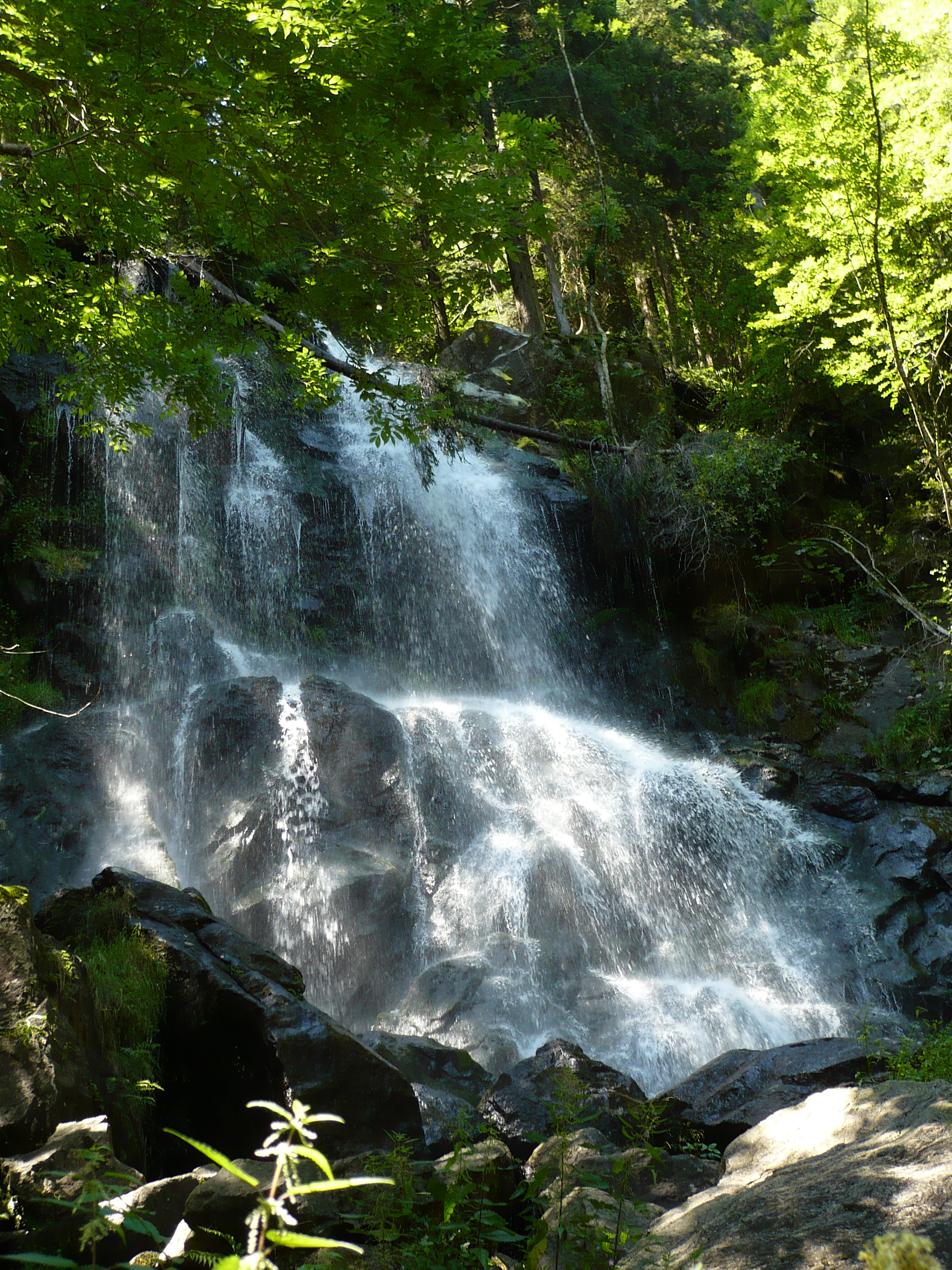
Obere Stufe der Zweribachfälle

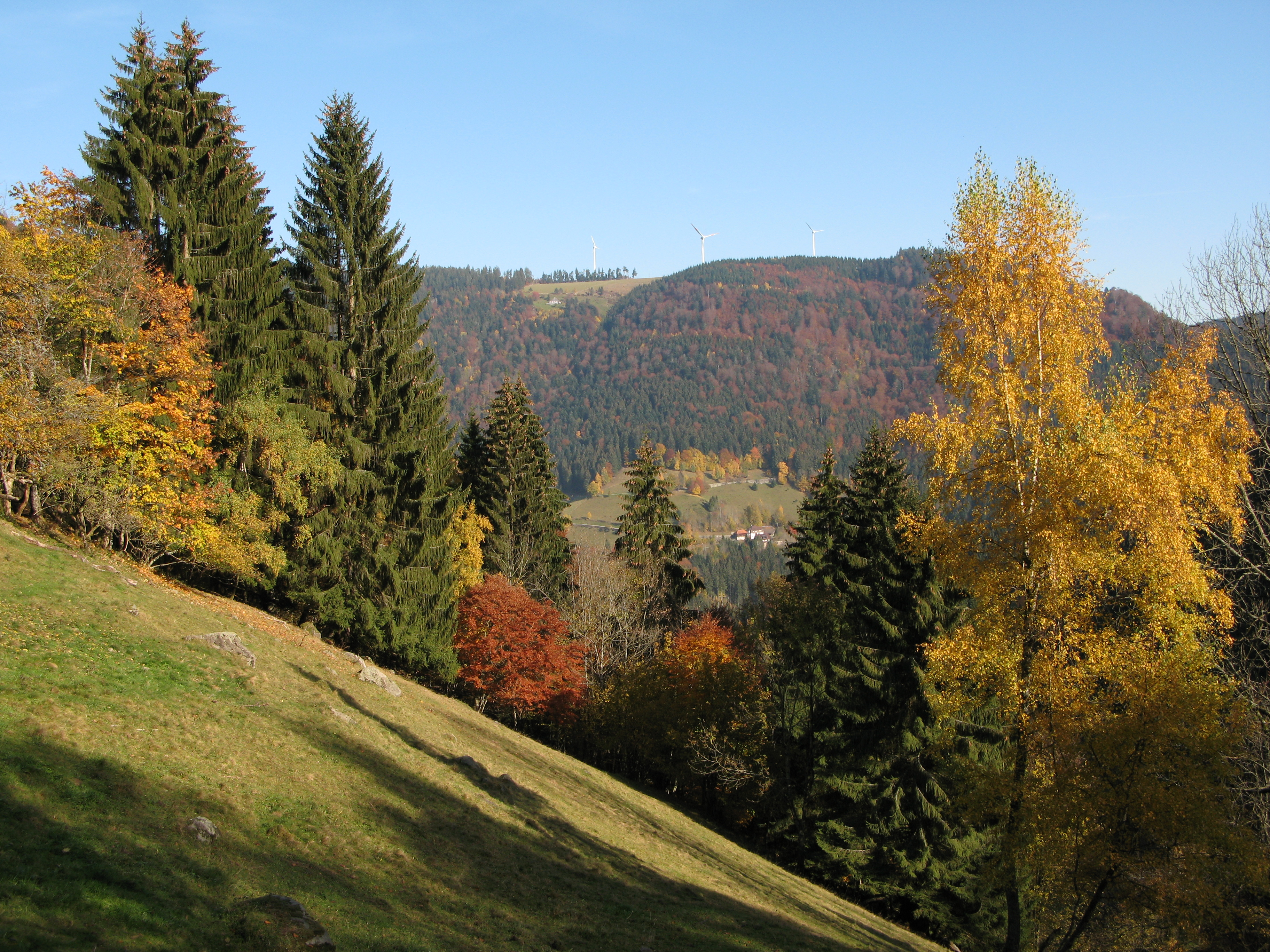
Hintereck oberhalb des Simonswäldertals, gesehen vom ehemaligen Brunnenhof

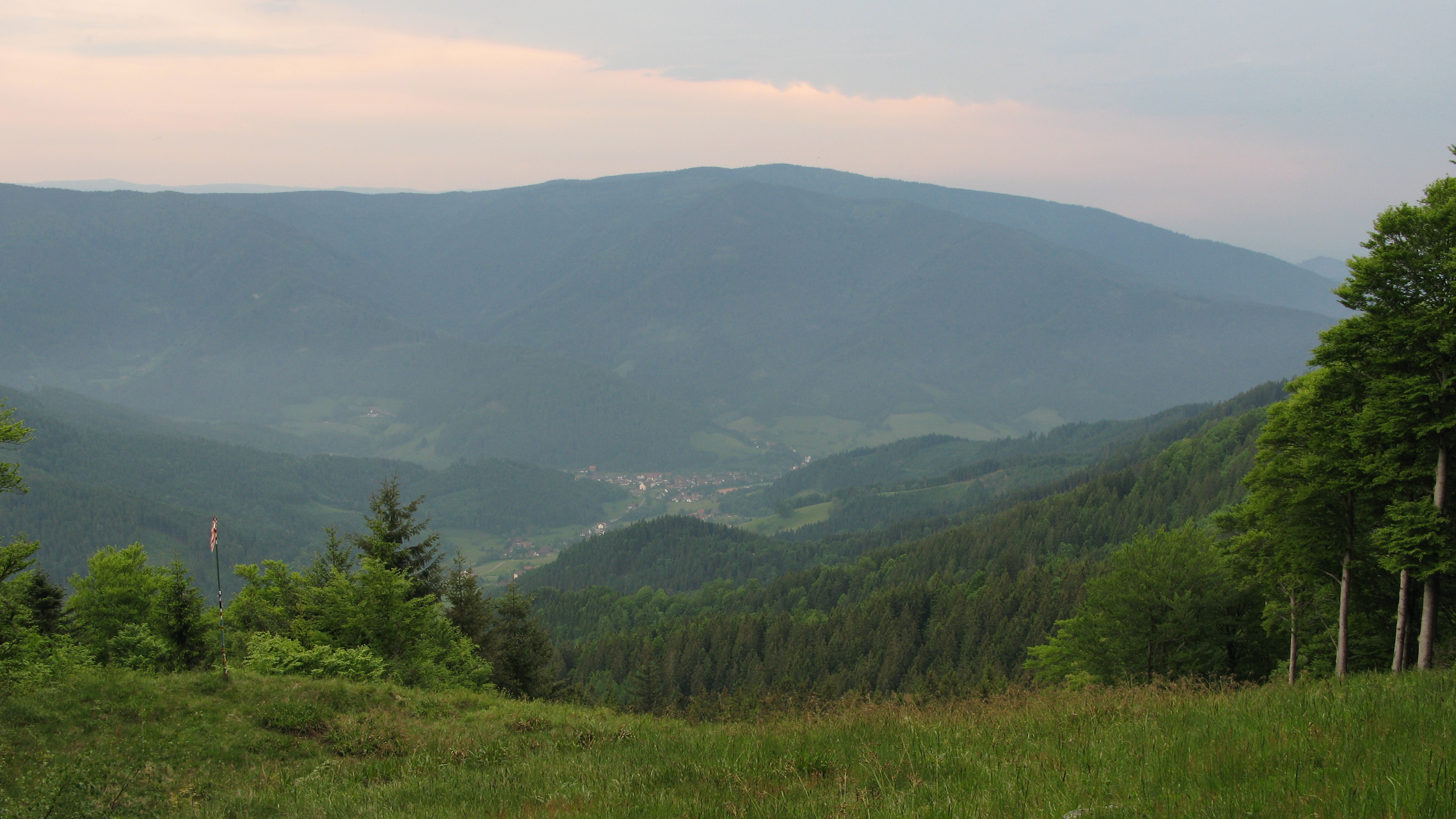
Aussicht vom Tafelbühl auf Simonswald mit dem Kandel im Hintergrund

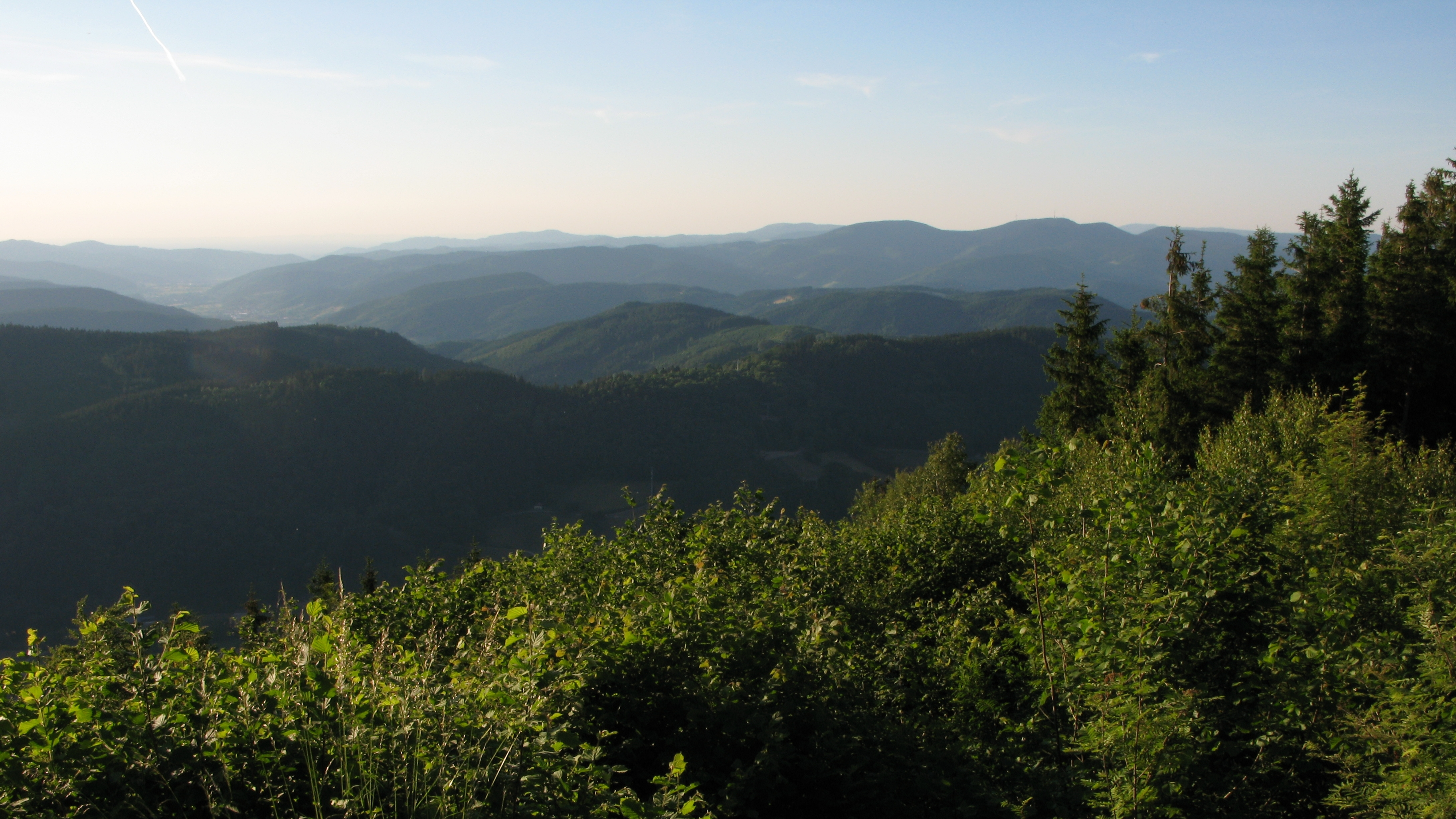
Panorama von der Kapfhütte nach Norden mit dem Kinzigtal

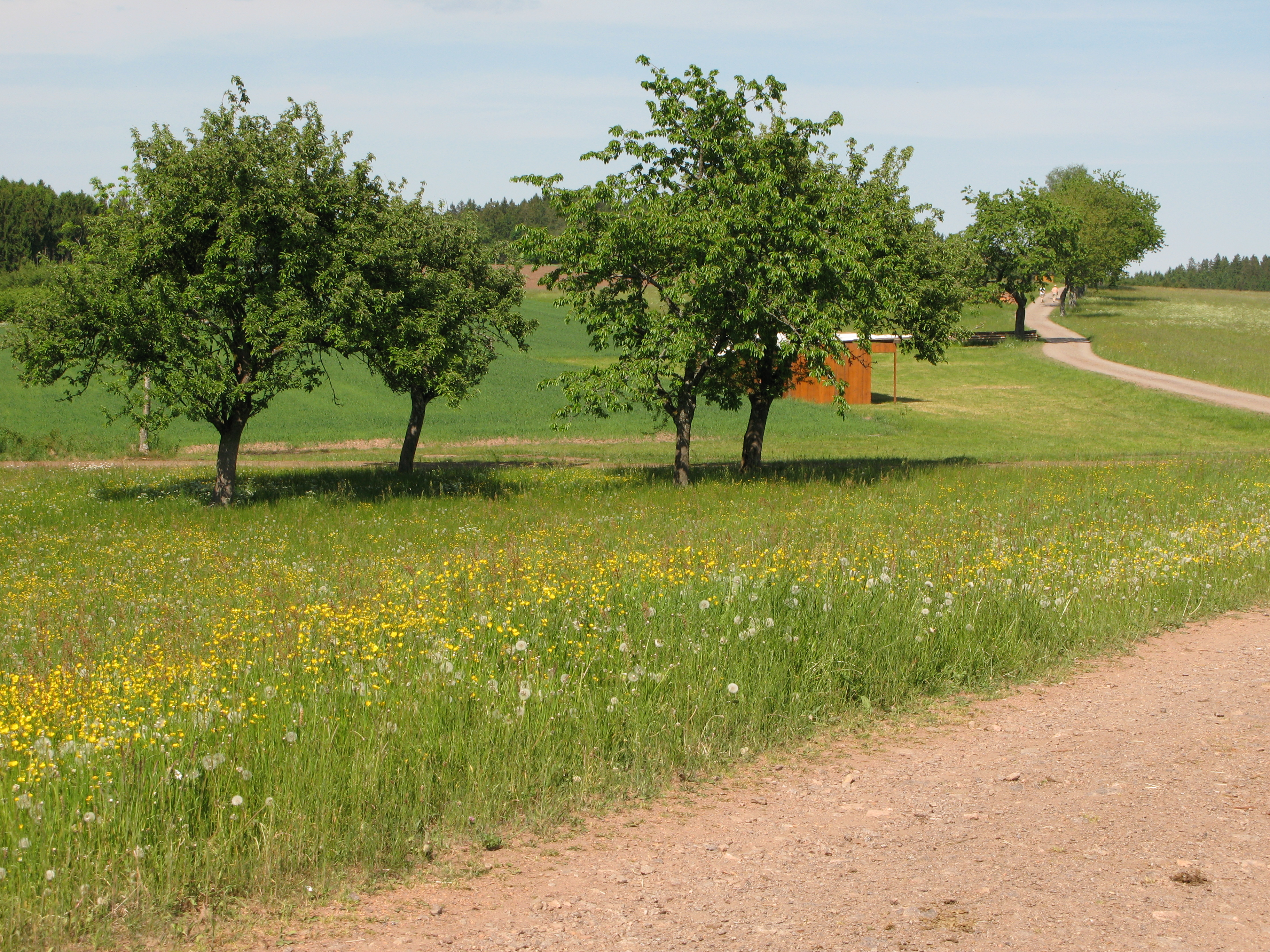
Landschaft am Flachenberg

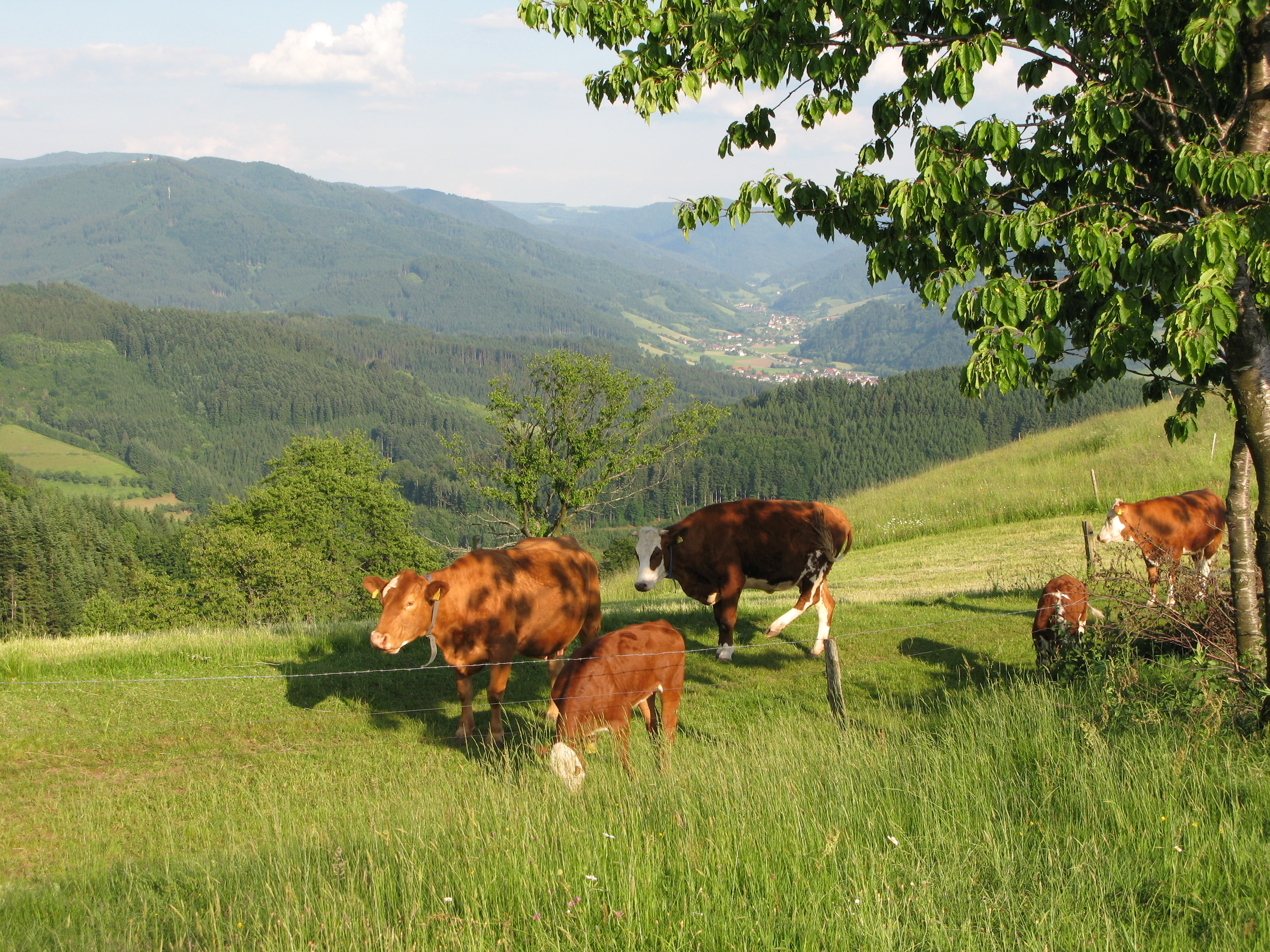
Blick vom Eckleberg in das Simonswäldertal mit dem Hörnleberg

- Distanz: 10 km
- Gehzeit: ca. 3½ Stunden
- Schwierigkeit: schwer

| Ort/Sehenswürdigkeit | Strecke (km) | Höhe (m ü. NHN) | Weitere Informationen                                          |
| -------------------- | ------------ | --------------- | -------------------------------------------------------------- |
| Waldkirch            | 0,0          | 0.265           | Bahnhof                                                        |
| Stadtrainsee         | 1,3          | 0.              | Kleiner See, ca. 100 m vom Weg entfernt                        |
| Baumkronenweg        | 1,2          | 0.430           | Klettergarten, Barfußpfad und Röhrenrutsche                    |
| Schwarzenberghütte   | 1,8          | 0.620           | Hütte mit Brunnen Ruine Schwarzenburg liegt ca. 200 m entfernt |
| Gullerkopf           | 1,6          | 0.815           | Sicht auf die Kastelburg von Waldkirch                         |
| Thomashütte          | 2,0          | 1.070           | Hütte mit Panoramablick                                        |
| Kandel               | 1,4          | 1.241           | Kandel-Pyramide (Gipfel)                                       |
| Tüchlebank           | 0,4          | 1.210           | Gasthaus und Bushaltestelle in 100 m                           |

#### Wegbeschreibung

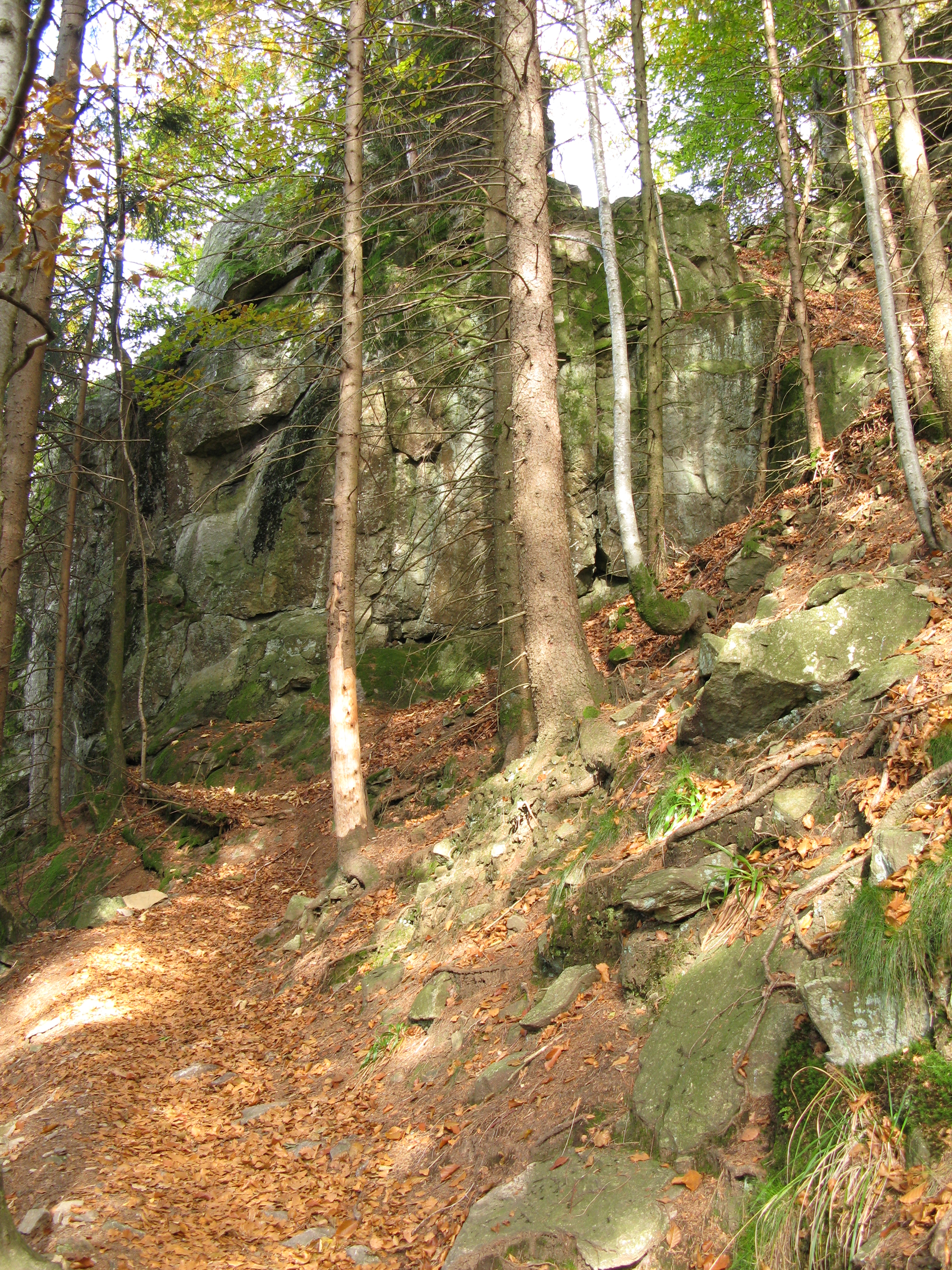
Pfad bei den kleinen Kandelfelsen unterhalb der Thomashütte

Die erste Etappe von Waldkirch hoch zur Kandel-Pyramide verläuft entlang des Bergrückens zwischen dem Glottertal und dem Elztal. Sie ist waldreich, führt dabei teilweise auf schmalen, steileren und felsigen Pfaden.
Die Etappe beginnt am Bahnhof von Waldkirch, überquert die Elz und führt durch die Stadt über den Marktplatz, am Stadtrainsee und dem Schwarzwaldzoo vorbei, auf einem 1,1 Kilometer langen Waldlehrpfad, dem Sinnesweg, zu einem Baumkronenweg. Der Weg wird nach dem Fohrenbühl (435 m) für ein kurzes Stück zum Kienzleebel (539 m) hin schmaler und steiler, das weitere 1 Kilometer lange flachere Stück führt zur Schwarzenberghütte (Lage). Die Ruine Schwarzenburg liegt rechter Hand nördlich am Wegesrand und ermöglicht ein Panorama von der Rheinebene hinüber zur Kastelburg und hoch zu dem großen Kandelfelsen.
Entlang des Rudi-Kapp-Wegs werden die Stationen Am Kranzkopf (762 m) und der Gullerkopf (815 m) erreicht und ermöglichen eine Talsicht und in Richtung Nordschwarzwald. Ab dem Moosbühl entwickelt sich die Strecke zur Thomashütte zu einem schmalen Pfad; unter dem kleinen Kandelfelsen wird sie serpentinartig steil und felsiger. Die wie auf einem Adlerhorst hoch über dem Glottertal und direkt über dem kleinen Kandelfelsen gelegene Thomashütte (Lage) bietet einen breiten Panoramablick u. a. von St. Peter, vom Feldberg, vom Schauinsland und von der Rheinebene mit dem Kaiserstuhl.
Ab der Hütte ist der Weg etwas weniger steil und meistens breiter. Oberhalb des Hoschgetkreuzes (1131 m) ist ein Abstecher zum Hessfelsele und zu dem großen Kandelfelsen (Lage) möglich. Der höchste Punkt des Zweitälersteigs, die Kandel-Pyramide, wird schließlich nach ca. 0,8 Kilometer erreicht. Das Gasthaus Kandel und eine Bushaltestelle liegen nach etwa 0,5 Kilometern leicht bergab in Sichtweite.

### Zweite Etappe: Kandel – Simonswald

#### Übersicht
- Distanz: 25,7 km
- Gehzeit: ca. 7½ Stunden
- Schwierigkeit: schwer

| Ort/Sehenswürdigkeit  | Strecke (km) | Höhe (m ü. NHN) | Weitere Informationen                                                              |
| --------------------- | ------------ | --------------- | ---------------------------------------------------------------------------------- |
| Tüchlebank            | 0,0          | 1.210           | Kandelhotel und Bushaltestelle in 100 m entfernt                                   |
| Rohrallmend           | 0,8          | 1.181           | Kreuzung mit dem Kandelhöhenweg                                                    |
| Auf der Linie         | 2,0          | 1.056           | Bushaltestelle                                                                     |
| Bei der Bockhornhütte | 2,5          | 1.025           | Hütte in 200 m                                                                     |
| Plattenhof            | 1,8          | 0.980           | Gasthaus                                                                           |
| Zweribachwasserfälle  | 2,0          | 0.800           | Brückle zwischen der oberen und mittleren Stufe der Fälle                          |
| Brunne                | 0,4          | 0.750           | Hütte mit Grillplatz                                                               |
| Haldenschwarzhof      | 0,9          | 0.600           | Kreuzung mit dem Querweg Schwarzwald–Kaiserstuhl–Rhein                             |
| Wildgutach Pfaffmühle | 2,0          | 0.612           | Bushaltestelle                                                                     |
| Teichschlucht         | 1,0          | 0.705           | Kreuzung mit dem Querweg Schwarzwald–Kaiserstuhl–Rhein                             |
| Hintereck             | 2,4          | 0.950           | Gasthaus und Wanderheim                                                            |
| Am Spitzen Stein      | 1,2          | 0.928           | Aussicht in das Simonswäldertal                                                    |
| Saulache              | 1,0          | 0.670           |                                                                                    |
| Simonswald Engel      | 1,8          | 0.450           | Kreuzung mit dem Querweg Schwarzwald–Kaiserstuhl–Rhein Bushaltestelle und Gasthaus |
| Simonswald            | 6,5          | 0.360           | Sägplatz/Rathaus Bushaltestelle                                                    |

#### Wegbeschreibung
Die zweite Etappe beginnt in unmittelbarer Nähe des Kandelhotels am Wegweiser Tüchlebank (Lage), um dort zunächst den Kandelhöhenweg bis zum Rohrallmend zu folgen. Die Strecke orientiert sich an der in das Glottertal führenden Straße, wo der Zweitälersteig sie nach 2 Kilometern bei der Schwerhütte in Richtung Hornkopf und der Kandelplatte überquert.
Die Strecke führt weiter durch den Hornwald auf breiten Waldwegen entlang den Wegpunkten Dreispitz (1067 m), Kaltenbrunnen (1050 m) und Militärschlag (1070 m) bis Bei der Bockhornhütte (1025 m) und erreicht südlich beim Althäuslehof (Lage) die aussichtsreiche Kandelhochfläche Platte. Von ihr ist ein Blick auf das Simonswäldertal mit der oberhalb gelegenen Hütte am Hintereck möglich, ein späterer Etappenpunkt. Der Zweitälersteig führt jetzt auf einem asphaltierten Sträßchen die Platte herunter, am Plattenhof (Lage) und dem Plattensee vorbei, der als Oberbecken für das Zweribachwerk angelegt wurde.

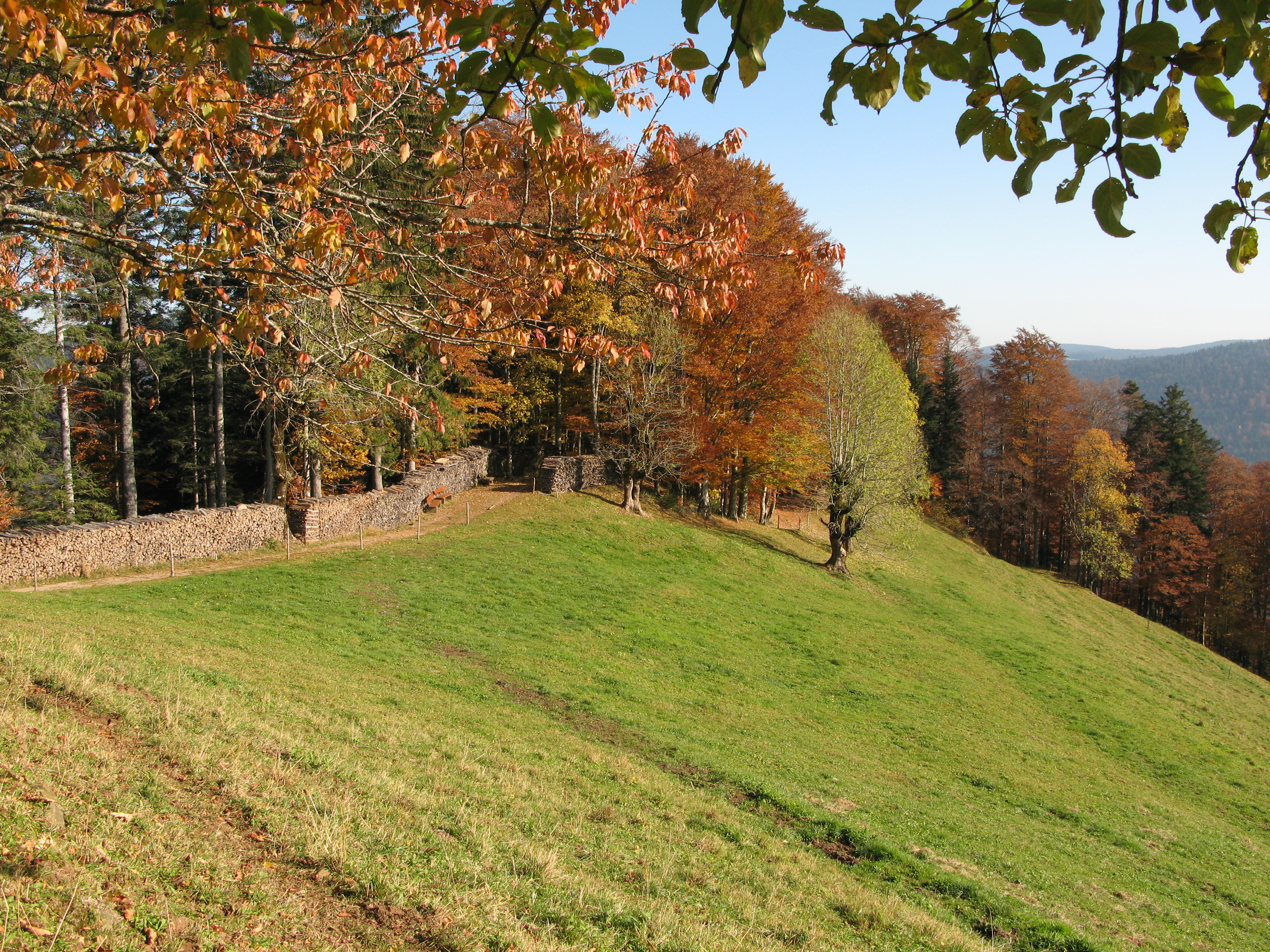
Einstieg zu den Zweribachfällen

Unterhalb des Langeckerhofes beginnt der Einstieg (Lage) durch einen Bannwald und ein Naturschutzgebiet hinunter zu den Zweribachfällen und in das obere Simonswäldertal. Der Weg wird dabei in Serpentinen zunehmend steiler und felsiger, ist teilweise noch durch Halteseile gesichert. Die Wasserfälle werden zwischen der oberen und mittleren Stufe über eine kleine Brücke gequert. Nach dem Verlassen des Bannwaldes entlang der unteren Stufe der Fälle wird eine Schutzhütte mit einem Vesperplatz erreicht. An dieser Stelle stand der 1984 abgebrannte, ehemalige Brunnenhof (Lage).
Die Strecke führt wieder auf einem breiteren Weg am Bruggerhof vorbei zu einer Wegkreuzung oberhalb des Haldenschwarzhofs, wo der Zweitälersteig auf den Querweg Schwarzwald–Kaiserstuhl–Rhein trifft und ihm bis in die Teichschlucht hinein folgt. Bis dahin ist die Strecke größtenteils asphaltiert, überquert zwischen Luxenhof (585 m) und Vitenhof (548 m) die in teils enger Kerbe rauschende Wilde Gutach und quert beim Ortsteil Wildgutach-Pfaffmühle die Kreisstraße 5105.

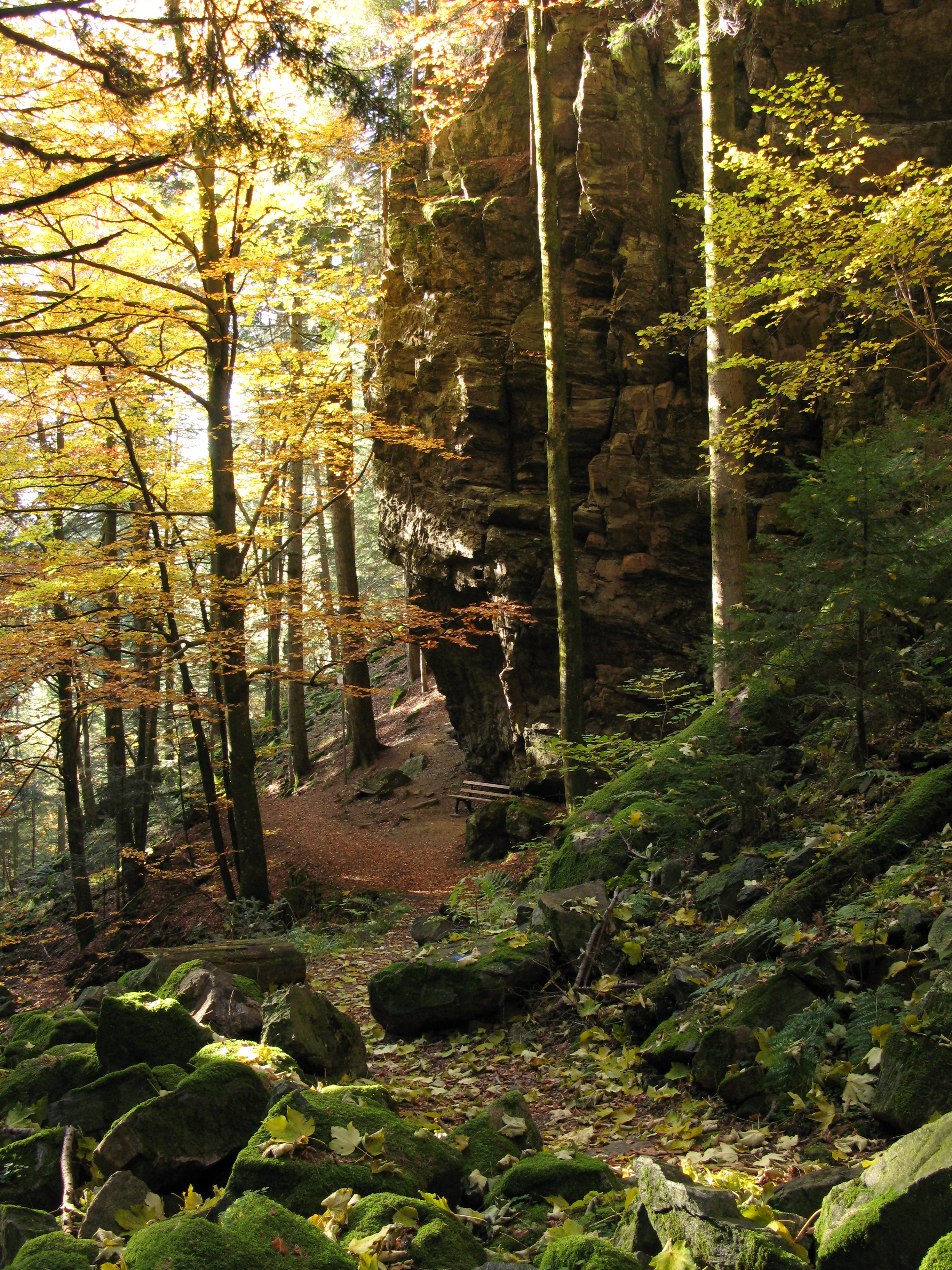
Felsen in der Teichschlucht

Die Teichschlucht liegt in einem Bannwald. Die 1 Kilometer lange Strecke wird darin schmaler, steiler und felsiger und folgt dem Verlauf des Teichbaches, bis nach einigen Felstreppen ein hoher, massiver Felsen erreicht wird (Lage). An dieser Wegkreuzung orientiert sich der Querweg Schwarzwald–Kaiserstuhl–Rhein in Richtung Gütenbach am Bachverlauf. Der Zweitälersteig zweigt hingegen am Felsen nach links hoch in Richtung Hintereck ab, bleibt auf einem schmalen Pfad und überquert dabei eine in die Schlucht steil abfallende Felshalde. Ab Vitenbühl (700 m) geht es rechts hoch, wo die Landesstraße 173 aus dem Simonswäldertal nach Gütenbach überquert werden muss. Nach einem guten Kilometer auf dem breiten Probstwaldweg sind nach dem Wegschild Wäldersteig (865 m) auf kurzer Wegstrecke hoch zum Hintereck (Lage) steile Serpentinen zu überwinden.
Der Weg hinunter in das Simonswäldertal zum Gasthaus Engel ab dem Spitzen Stein und an der Saulache vorbei gehört zu den schwierigsten Abschnitten des gesamten Zweitälersteigs und überwindet dabei auf einer Distanz von 4 Kilometern 500 Höhenmeter. Vom Hintereck wird in einem guten Kilometer der Spitze Stein 
(Lage) erreicht, eine ehemalige keltische Opferstätte. Oberhalb des Wegschildes ist ein weiter Talblick bis zum Hörnleberg möglich. Am unteren Spitzen Stein wird der Pfad für ein Wegstück sehr steil, verläuft in engen Serpentinen teilweise über und entlang moosbedeckter Felsen, ist dabei aber gut markiert. Die Wegstrecke bleibt bis zur und an der Saulache vorbei weiter steil und meistens schmal, um später an der unteren Kilpen (505 m) breiter zu werden. Das letzte Stückchen zum Gasthaus und einer Bushaltestelle ist asphaltiert. Die weiteren gut 6 Kilometer der Strecke nach Simonswald folgen überwiegend der Straße.

### Dritte Etappe: Simonswald – Oberprechtal-Wittenbach

#### Übersicht
- Distanz: 25,7 km
- Gehzeit: ca. 7 Stunden
- Schwierigkeit: schwer

| Ort/Sehenswürdigkeit    | Strecke (km) | Höhe (m ü. NHN) | Weitere Informationen                                                                |
| ----------------------- | ------------ | --------------- | ------------------------------------------------------------------------------------ |
| Simonswald              | 0,0          | 0.360           | Sägplatz/Rathaus                                                                     |
| Hörnleberg              | 5,0          | 0.906           | Wegweiser Am Hörnlepfad Die Kapelle mit dem Hörnleberg liegt etwa 400 m oberhalb.    |
| Tafelbühl               | 3,5          | 1.084           |                                                                                      |
| Dorerbühl-Hütte         | 0,4          | 1.030           | Hütte mit Grillplatz                                                                 |
| Braunhörnle             | 0,6          | 1.134           | Gipfelkreuz und Rastplatz                                                            |
| Yacher Höhe             | 1,8          | 1.110           |                                                                                      |
| Rohrhardsberg           | 1,4          | 1.153           | Wegweiser Schwedenschanze mit Gasthaus Der Gipfel liegt etwa 300 m oberhalb im Wald. |
| Ober den Siebenfelsen   | 2,0          | 0.976           | Abzweigung zum Siebenfelsen in 800 m                                                 |
| Zimmereck               | 2,5          | 0.957           | Schutzhütte                                                                          |
| Wolfsgrubenhütte        | 1,6          | 0.965           | Hütte mit Grillstelle                                                                |
| Gschasifelsen           | 0,4          | 1017            | Kleine Schutzhütte mit Aussicht in das Elztal und zum Hörnleberg                     |
| Kapf                    | 3,5          | 0.862           | Kapfhütte                                                                            |
| Oberprechtal-Wittenbach | 3,0          | 0.488           | Bushaltestelle und Gasthaus Rössle                                                   |

#### Wegbeschreibung
Die dritte Etappe des Zweitälersteigs beginnt in Simonswald am Sägplatz 
(Lage) in der Nähe der Kronen- und der Schlossmühle. Er orientiert sich zunächst an der Kreisstraße 5106 am Friedhof vorbei in Richtung Haslach, ehe es später nach links in die Straße Am Sommerberg durch ein Wohngebiet geht. Ab dem Wegschild Hesshackenweg (445 m) führt der Weg im Wald steil und teilweise in Serpentinen in etwa 100 Höhenmetern nach oben, wo es nach etwa 500 m Wegstrecke wieder flacher und zum Wegschild Elme (558 m) geht. Von dort sind es auf einem mit Kreuzen und zahlreichen Bildstöcken versehenen Stationenweg noch etwa 3 km hoch zur Kapelle auf dem Hörnleberg. Nach ca. 2,5 km ist der Hörnlepfad (850 m) und nach einem weiteren steilen Aufstieg (ca. 400 m) die Kapelle auf dem Hörnleberg (907 m) erreicht.

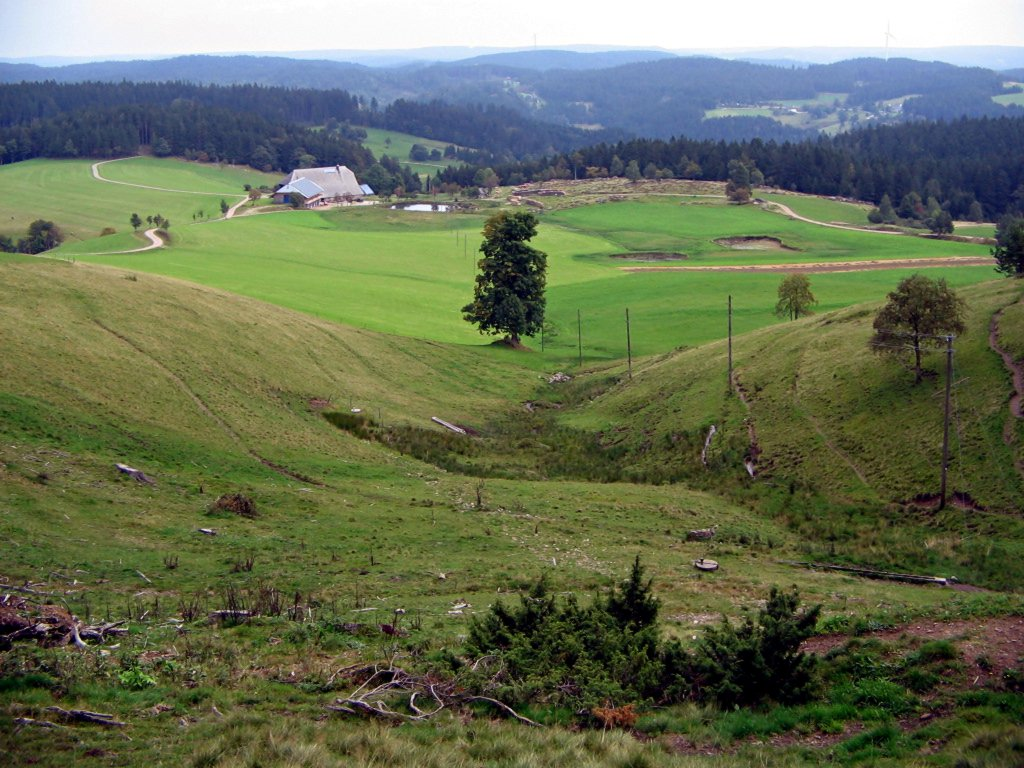
Sicht vom Rohrhardsberg

Der Weg zum Tafelbühl verläuft oft auf einem kleinen, steileren, wurzeligen und auch teilweise steinigen Pfad. Dieser Wanderweg war bereits vor der Eröffnung des Zweitälersteigs auf dem direkten Weg zum Rohrhardsberg mit einer blauen Raute auf weißem Grund gekennzeichnet. Kurz vor dem Tafelbühl (Naturschutzgebiet Yacher Zinken) ist von einer kleinen Freifläche ein Blick in das Elztal möglich, ehe der Pfad dann auch auf den Yacher Höhenweg trifft. Vom Tafelbühl ist unten die Gemeinde Simonswald und der Kandel im Hintergrund zu erkennen, wo es wieder hinunter nach etwa 400 m zur Dorerbühl-Hütte geht. Der jetzt in den Naturschutzgebieten Yacher Zinken und Kostgefäll verlaufende Steig nimmt auf dem Weg zum Rohrhardsberg einen kleinen und steilen Umweg über das Braunhörnle (1134 m). Auf dem Braunhörnle steht ein großes Gipfelkreuz mit einem daran befestigten kleinen Metallkasten und darin befindlichen Gipfelbuch. Des Weiteren bieten zahlreiche Sitzgelegenheiten ein Panorama in das Elztal und weit in Richtung des nördlichen Schwarzwaldes.

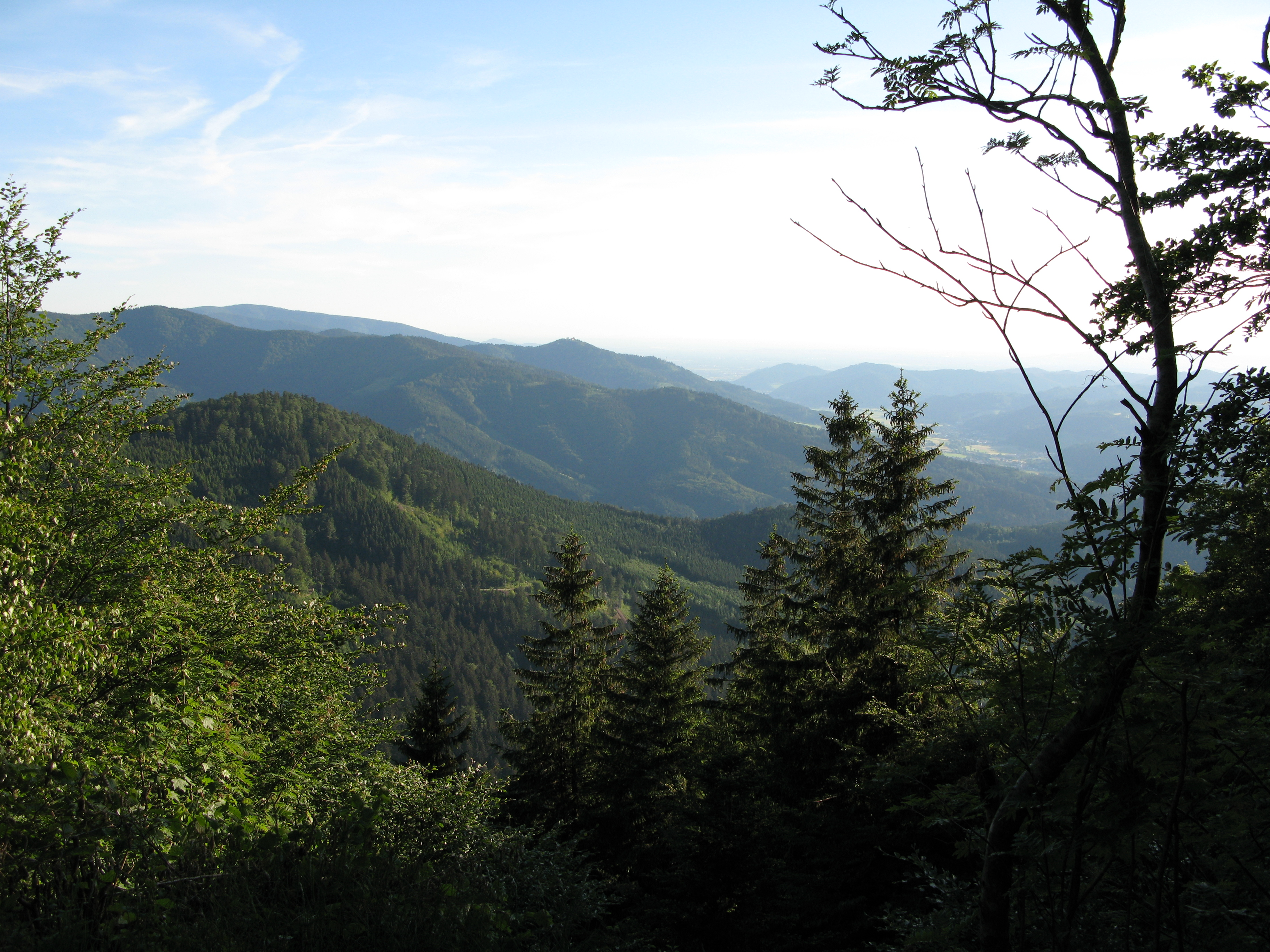
Blick von den Gschasifelsen in das Elztal mit dem Hörnleberg

Am Breitbühl (1060 m) mit einer Lichtung trifft der Zweitälersteig wieder auf den Yacher Höhenweg. Nach ca. 800 m Wanderung auf einem teilweise steinigen Anstieg wird die Yacher Höhe (1110 m) erreicht. Der im Wald liegende Gipfel des Rohrhardsbergs wird über die aussichtsreichen Stationen Heiliggeistloch (1120 m) und Schwedenschanze (1130 m) umrundet. Vom Rohrhardsberg sind es etwa 5,5 km zur Martinskapelle, mit Anschluss an den Westweg. Nach dem waldfreien Abstieg hinunter zum Wegkreuz Am Schlagbaum (1000 m) führt die Strecke zunächst zum Wegpunkt Ober den Siebenfelsen (976 m), von wo ein Abstecher zum Siebenfelsen (Lage) in etwa 800 Metern möglich ist. Der Wanderweg führt weiter nördlich in Richtung Gschasikopf, entlang den Wegpunkten Zimmereck (957 m), Lache (971 m) und Wolfgrube (964 m). An der Wolfsgrubenhütte zweigt der Weg nach links und führt wieder auf kleineren Pfaden zu dem Gschasifelsen (Lage), mit einer am Pfad gelegenen sehr kleinen Schutzhütte und Aussicht in das Elztal und zum Hörnleberg.
Nach etwa 3,5 km und meistens leicht bergab ist die an manchen Tagen bewirtschaftete Kapfhütte erreicht. Die Aussicht von dort reicht bis in den nördlichen Schwarzwald und teilweise in das Kinzigtal. Der unmittelbare Abstieg von der Kapfhütte ist teilweise auf einem engen Pfad recht steil, später wieder etwas flacher und auf breiteren Waldwegen verlaufend. Der weitere Streckenverlauf in das Oberprechtal zum Ortsteil Wittenbach ist dann wieder steiler.

### Vierte Etappe: Oberprechtal-Wittenbach – Höhenhäuser

#### Übersicht
- Distanz: 23,8 km
- Gehzeit: ca. 6 Stunden
- Schwierigkeit: mittel

| Ort/Sehenswürdigkeit    | Strecke (km) | Höhe (m ü. NHN) | Weitere Informationen                                                                                      |
| ----------------------- | ------------ | --------------- | --- |
| Oberprechtal-Wittenbach | 0,0          | 488             | Bushaltestelle und Gasthaus Rössle                                                                         |
| Hirzdobel               | 2,0          | 740             | Kreuzung mit dem Westweg Kreuzung mit dem Querweg Rottweil–Lahr                                            |
| Huberfelsen             | 0,5          | 735             | Naturdenkmal mit Aussicht                                                                                  |
| Prechtaler Schanze      | 1,4          | 835             | Abzweigung, der West- und der Querweg werden verlassen.                                                    |
| Pfauenfelsen            | 1,0          | 629             | Aussicht in das Elztal                                                                                     |
| Landwassereck           | 2,5          | 629             | Kreuzung mit dem Querweg Rottweil–Lahr Gasthaus und Bushaltestelle                                         |
| Finsterkapf             | 5,5          | 690             | Der Gipfel wird nur tangiert.                                                                              |
| Heidburg-Pass           | 2,0          | 530             | Bushaltestelle                                                                                             |
| Flachenberg             | 1,6          | 545             | Kreuzung mit dem Hansjakobweg II                                                                           |
| Bei der Heidburg        | 0,8          | 580             | Aufgang zur Heidburg                                                                                       |
| Biereck                 | 1,4          | 587             | Gasthaus                                                                                                   |
| Höhenhäuser             | 5,0          | 666             | Ortsteil von Biederbach Gasthof zum Kreuz Kreuzung mit dem Kandelhöhenweg Kreuzung mit dem Hansjakobweg II |

#### Wegbeschreibung

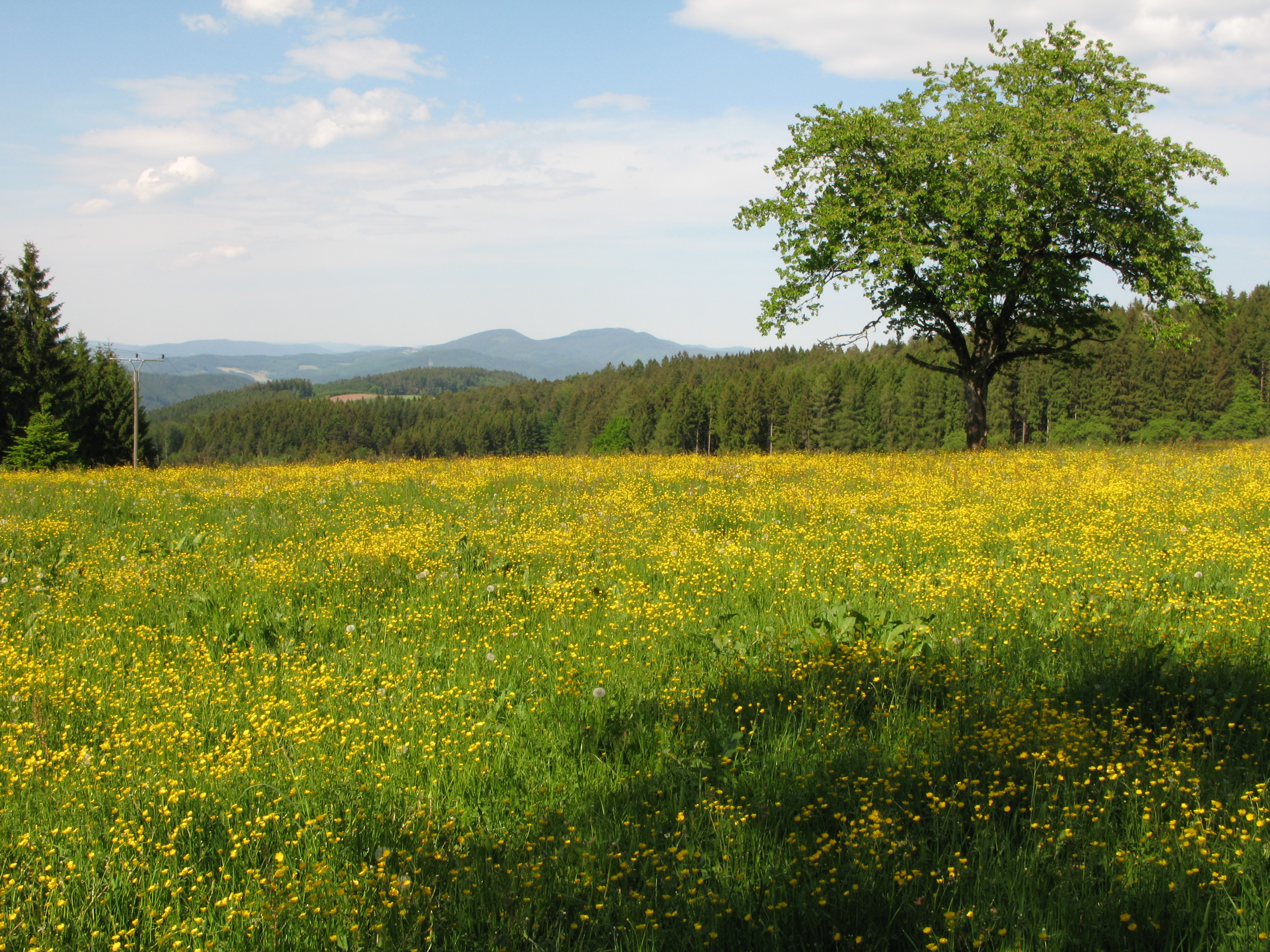
Landschaft am Biereck

Die vierte Etappe beginnt im Oberprechtal im Ortsteil Wittenbach. Der Weg führt in das Wittenbächletal, entlang den Hirschfelsen und steil hoch zum Hirzdobel, wo er den Westweg und den Querweg Rottweil–Lahr kreuzt. Von einem nach einem kurzen Stück auf dem Höhenweg gelegenen Naturdenkmal, den Huberfelsen, hat man eine Aussicht in die angrenzenden Täler. Der Weg folgt weiter zum höchsten Punkt dieser Etappe, der Prechtaler Schanze. Hier verlässt der Zweitälersteig den Westweg und den Schwarzwald-Querweg nach links zum Pfauenfelsen, mit Blick nach weit unten in das Elztal. Es geht abwärts und um den Pfauen herum zum Landwassereck, wo die Landesstraße 107 überquert wird, die das Elztal mit dem Gutachtal verbindet. Der Zweitälersteig verläuft oberhalb von Oberprechtal südwestlich, dabei wechseln bis zu den Stationen Burggraben (638 m), Kirchberg (630 m), Lehrscheide (618 m) und Bösmatte (660 m) Wald und weite Lichtungen einander ab. Nördlich des Finsterkopfs eröffnet sich auf dem teilweise schmalen und wurzelreichen Pfad hinunter zum Heidburg-Pass ein Panorama in Richtung Nordschwarzwald. Am aussichtsreichen Flachenberg trifft der Zweitälersteig auf den Großen Hansjakobweg und folgt ihm an der Heidburg vorbei über Biereck zum Ziel der Etappe Höhenhäuser.

### Fünfte Etappe: Höhenhäuser – Waldkirch

#### Übersicht
- Distanz: 22,9 km
- Gehzeit: ca. 6 Stunden
- Schwierigkeit: mittel

| Ort/Sehenswürdigkeit | Strecke (km) | Höhe (m ü. NHN) | Weitere Informationen                                                   |
| -------------------- | ------------ | --------------- | ----------------------------------------------------------------------- |
| Höhenhäuser          | 0,0          | 666             |                                                                         |
| Schwabenkreuz        | 1,2          | 665             |                                                                         |
| Schutterquelle       | 1,5          | 703             |                                                                         |
| Bei den Dürrhöfen    | 1,7          | 712             | Abzweigung zum Hünersedel mit Turm (1 km)                               |
| Wanderheim Kreuzmoos | 1,6          | 730             | Wanderheim Der Zweitälersteig zweigt vom Kandelhöhenweg nach rechts ab. |
| Schillinger Berg     | 3,0          | 701             | Kreuzung mit dem Kandelhöhenweg                                         |
| Eckleberg            | 2,5          | 600             |                                                                         |
| Gscheid              | 2,0          | 450             | Gasthof                                                                 |
| Hohtann Kandelblick  | 3,0          | 493             |                                                                         |
| Kastelburg           | 5,0          | 362             |                                                                         |
| Waldkirch            | 1,4          | 265             | Bahnhof Kreuzung mit dem Querweg Schwarzwald–Kaiserstuhl–Rhein          |

#### Wegbeschreibung

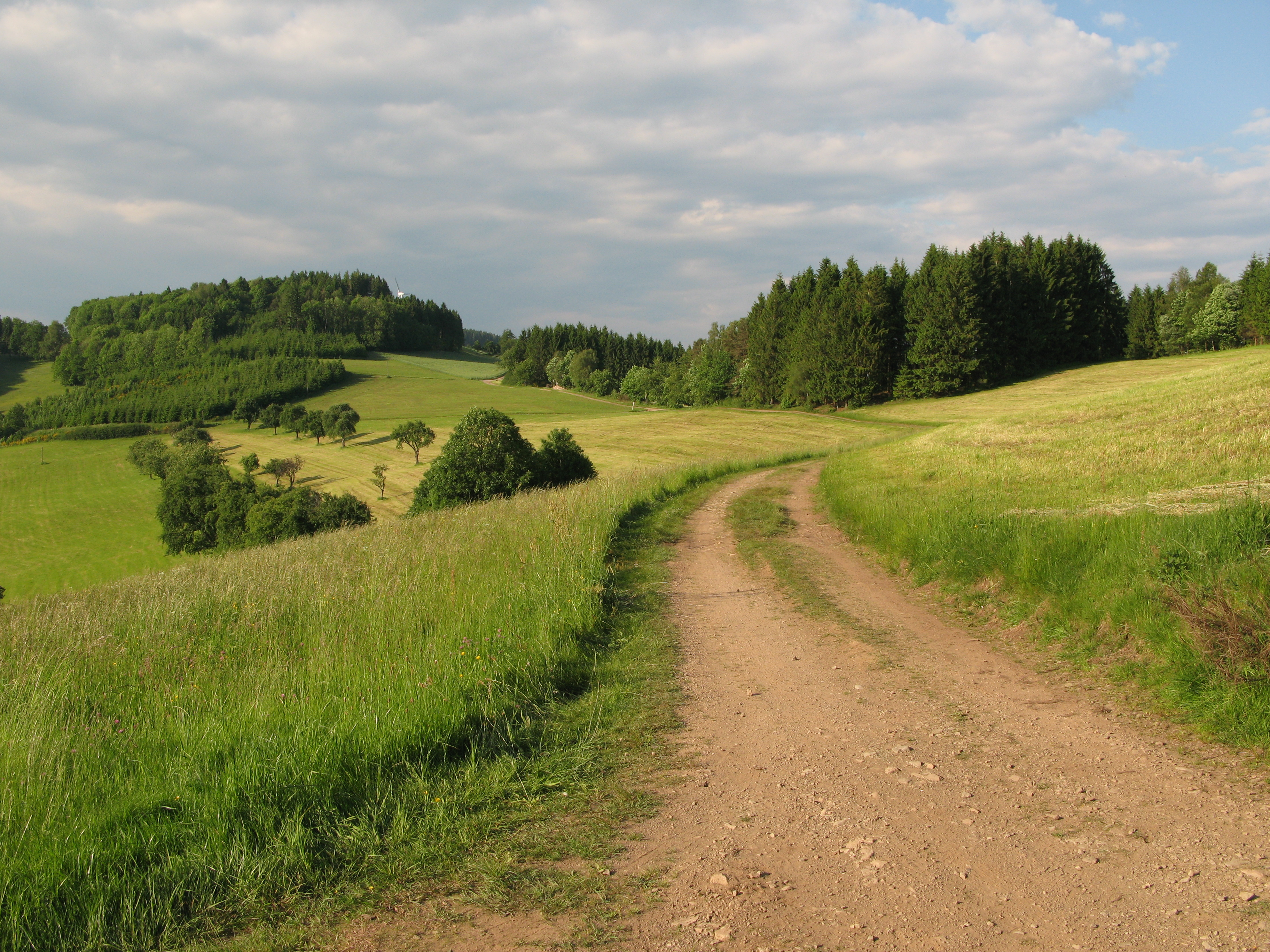
Der Zweitälersteig beim Schwarzenberg

Die letzte Etappe führt vom Wohnplatz Höhenhäuser weitestgehend auf dem Kandelhöhenweg südlich zurück nach Waldkirch. Es eröffnen sich entlang der Höhenrücken zahlreiche Ausblicke in die Täler und bis weit in das Rheintal zum Kaiserstuhl und die Vogesen.
Von Höhenhäuser, am Schwabenkreuz vorbei, wird nach 1,5 Kilometern die Schutterquelle erreicht. Ein empfehlenswerter Abstecher ist der Hünersedelturm, zu dem man nach 1 Kilometer vom Wegweiser Bei den Dürrhöfen gelangt. Der Zweitälersteig verlässt den Kandelhöhenweg am Wanderheim Kreuzmoos für 3 Kilometer und zweigt nach rechts ab, runter zum Paulyhof, durch ein Waldgebiet zum Spiessberg (627 m), ansteigend zum Scheerberg und Schillinger Berg, wo dort wieder der Kandelhöhenweg gekreuzt wird. Es geht nun bei immer reizvollen Ausblicken zunehmend bergab zum Eckleberg und Tännlebühl (580 m) in Richtung Gscheid. Am Pass und an einer Straßenquerung ist eine große Wandertafel mit Karte, Höhenprofil und Kurzinformationen zum Zweitälersteig aufgestellt. Ab Hohtann gibt es immer wieder Aussicht auf den Kandel, Freiburg und den Schönberg. Der Steig verläuft nun überwiegend durch Waldgebiete vorbei an der Kastelburg hinunter nach Waldkirch zum Bahnhof.